# Šahovska predzadnja in zadnja vrsta
Šahovska predzadnja in zadnja vrsta so vrste na šahovnici, kjer so na začetku postavljene figure. Po navadi kralj večino igre ostane na tem mestu, zato so napadi nanj v teh vrstah veliko presenečenje za napadenega igralca.

## Mat v predzadnji vrsti
V 2. ali 7. vrsti.
Trdnjave svoje moči na začetku igre ne morejo izkoristiti. Pomembne postanejo proti koncu, ko so linije odpre in proste. Dve Trdnjavi z lahkoto stisneta kraljaob rob šahovnice, ne gre pa podcenjevati samo ene Trdnjave , ki tudi lahko matira kralja.

## Mat v zadnji vrsti
V 1. ali 8. vrsti.
Kraljima pred seboj tri kmete svoje v vrsti. Premika se lahko le po liniji. Nasprotnik premakne trdnjavo (ali kraljico) v zadnjo vrsto in s tem matira kralja. Kraljse ne more odmakniti naprej, ker ga ovirajo lastni kmetje. Tega problema se bi morali lotiti že prej, tako da bi bil eden od kmetov premaknjen za mesto naprej. Tako bi kralj imel prostor za umik.